# Fontenay-le-Marmion
Bản mẫu:Voir homonymes
Fontenay-le-Marmion là một xã ở tỉnh Calvados, thuộc vùng Normandie ở tây bắc nước Pháp.

## Dân số
| Năm | 1962  | 1968  | 1975  | 1982  | 1990  | 1999  |
| --- | ----- | ----- | ----- | ----- | ----- | ----- |
| Dân số | 1 064 | 1 045 | 1 262 | 1 408 | 1 375 | 1 470 |
| From the year 1962 on: No double counting—residents of multiple communes (e.g. students and military personnel) are counted only once. |       |       |       |       |       |       |

- Les habitants se nomment les Fontenaysiens

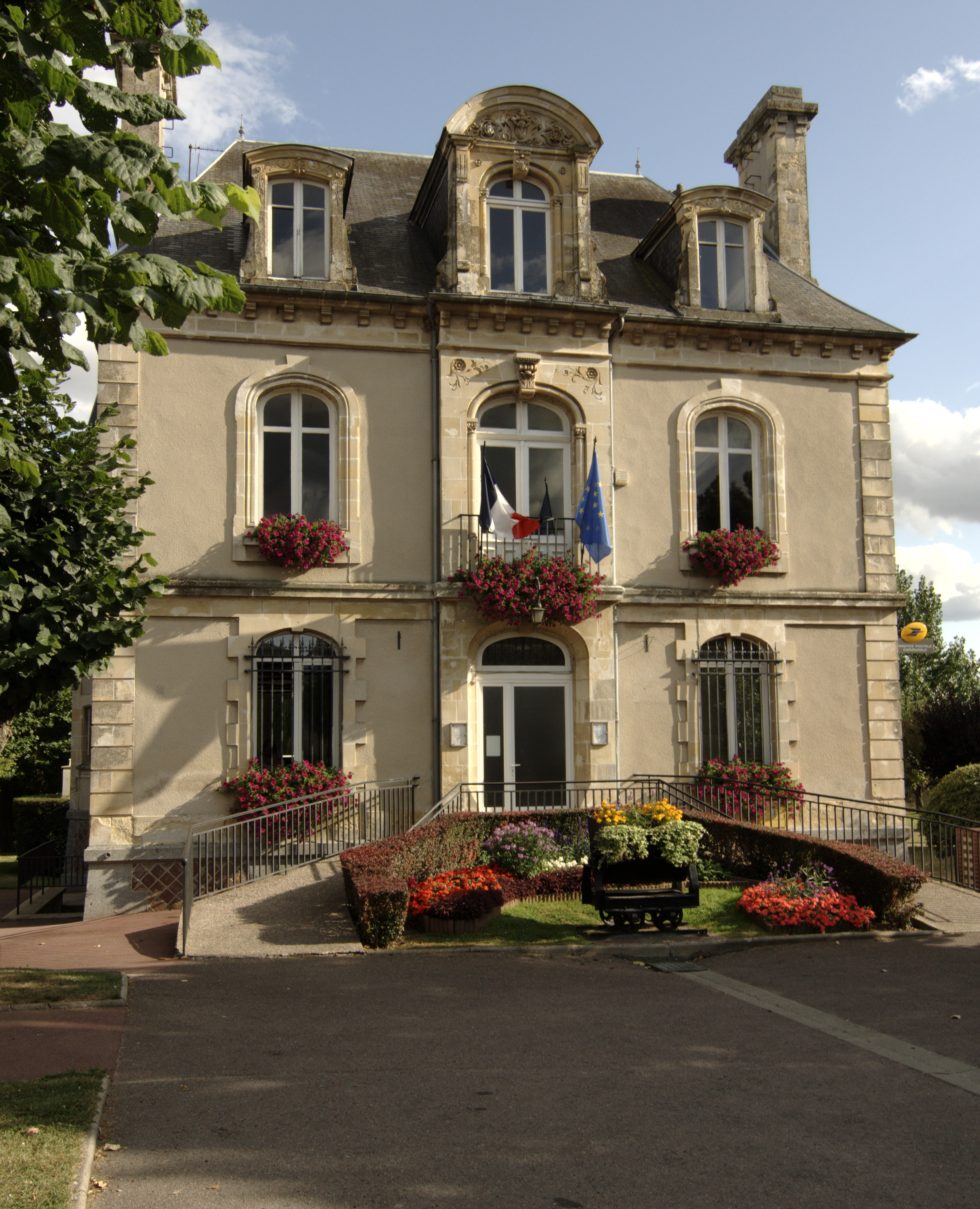
La mairie
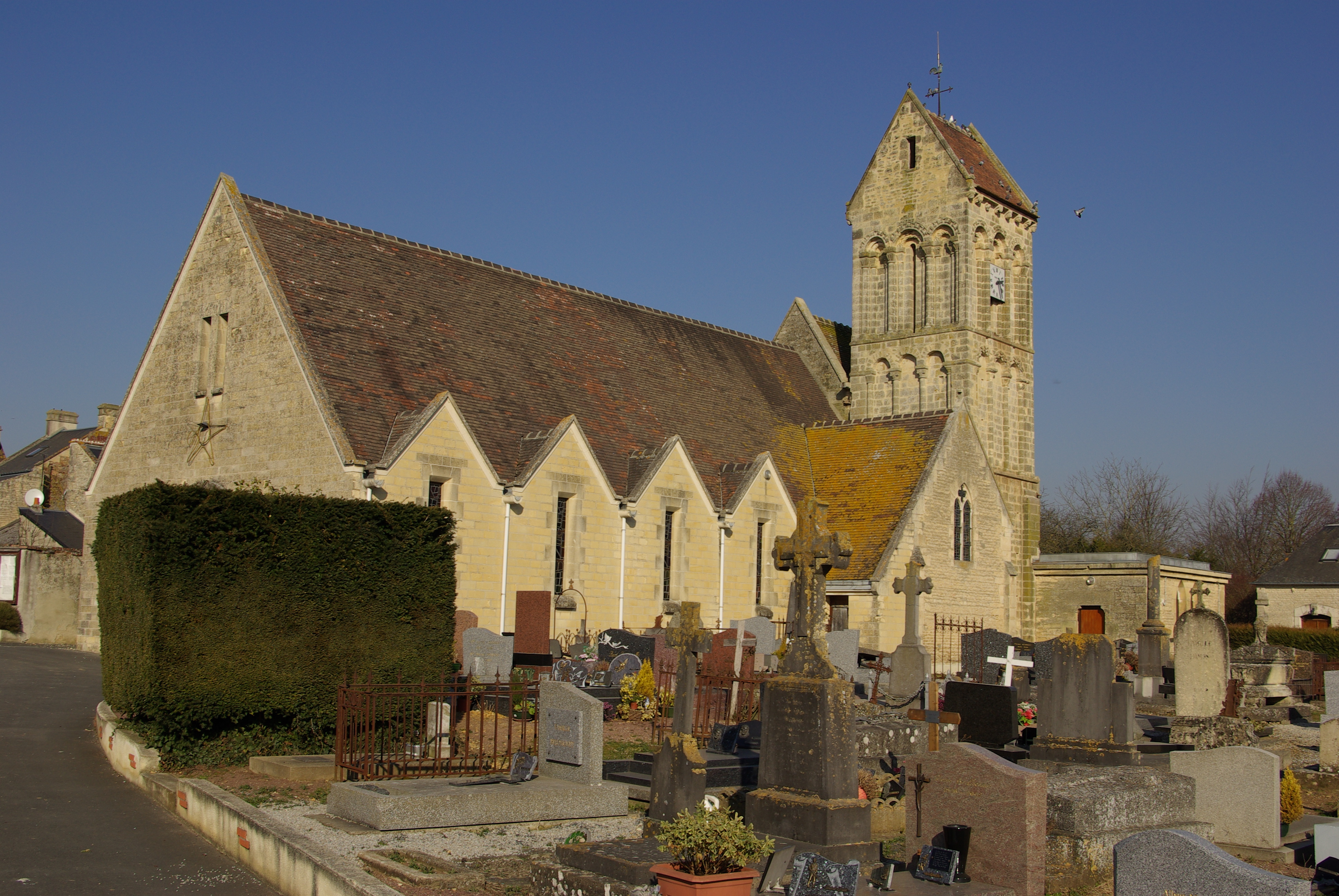
L'église Saint Hermès
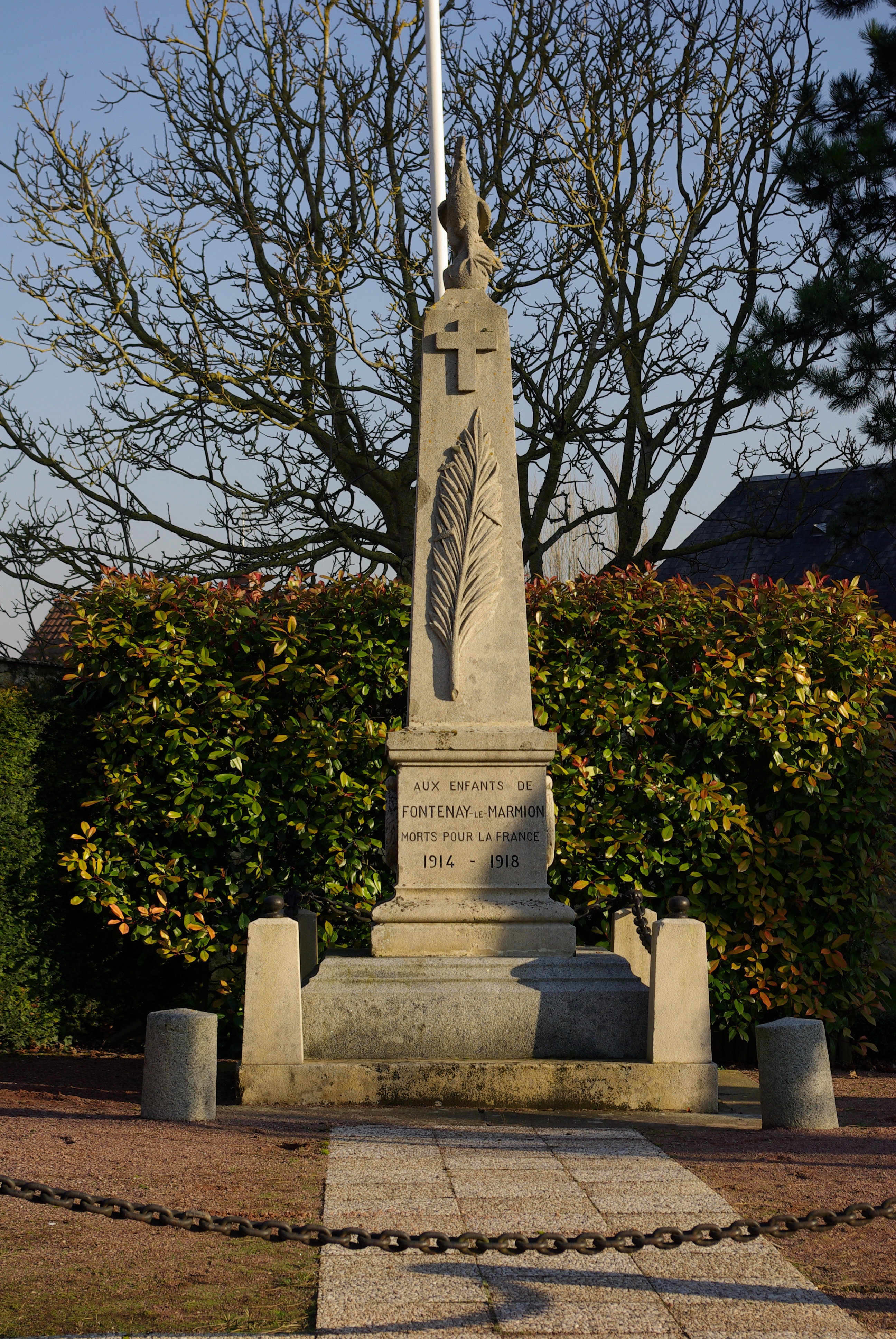
Le monument aux morts